# Ernest Cline
Pour les articles homonymes, voir Cline.
Œuvres principales
- Player One
- Ready Player Two
- Armada

Ernest Cline, né le 29 mars 1972 à Ashland dans l'Ohio, est un écrivain américain de science-fiction.

## Biographie
Ernest Cline a commencé par travailler dans un fast-food et dans un vidéoclub, avant de retourner à ses premières amours et d'écrire le scénario du film Fanboys (2009). Player One, son premier roman, devenu un best-seller dès sa parution en 2011 fait l'objet d'une adaptation cinématographique réalisée par Steven Spielberg sortie en mars 2018 dont il a coécrit le scénario. Il a été engagé pour écrire le scénario du film basé sur son deuxième roman, Armada.

## Œuvres

### SérieReady Player One
1. Player One, Michel Lafon, 2013 ((en) Ready Player One, Crown Publishers, 2011)Réédition, Pocket, coll. « Science-fiction » no 15666, 2015, puis sous le titre Ready Player One, Michel Lafon, 2018 - Prix Prometheus du meilleur roman 2012
2. Ready Player Two, Michel Lafon, 2021 ((en) Ready Player Two, Ballantine Books, 2020)Réédition, Pocket, coll. « Science-fiction » no 7327, 2022

### Romans indépendants
- Armada, Hugo Roman, coll. « Nouveaux mondes », 2018 ((en) Armada, Crown Publishers, 2015)Réédition, Pocket, coll. « Science-fiction » no 7223, 2019
- Bat City, Michel Lafon, 2024 ((en) Bridge to Bat City, Little, Brown Books for Young Readers, 2024)

### Nouvelle
- (en) The Omnibot Incident, Vintage Books, 2014in Robot Uprisings, anthologie éditée par Daniel H. Wilson et John Joseph Adams

### Scénario
- Fanboys (2009) - Coécrit avec Adam F. Goldberg
- Ready Player One (2018) - Coécrit avec Zak Penn